# Ключ 23
| 匸                     | 匸                      | 匸                      |
| ---------------------- | ----------------------- | ----------------------- |
| 23                     | 23                      | 24                      |
| Піньінь:               | xǐ                      | xǐ                      |
| Чжуїнь:                | ㄒㄧˋ                   | ㄒㄧˋ                   |
| Вейд-Джайлз:           | hsi4                    | hsi4                    |
| Ютпхін:                | hai2                    | hai2                    |
| Он:                    |                         |                         |
| Кун:                   |                         |                         |
| Кандзі:                | 隠構, 匸構 kakushigamae | 隠構, 匸構 kakushigamae |
| Хун:                   | 감출 gamchul            | 감출 gamchul            |
| Им:                    | 혜 hye                  | 혜 hye                  |
| Індекс у Вікісловнику: | 匸                      | 匸                      |

Ключ 23 — ієрогліфічний ключ, що означає закрита огорожа і є одним із 23 (загалом існує 214) ключів Кансі, що складаються з двох рисок. 
У Словнику Кансі 17 символів із 40 000 використовують цей ключ.

## Символи, що використовують ключ 23

Як писати ієрогліф.

| кількість рисок | ієрогліфи |
| --------------- | --------- |
| без додаткових  | 匸        |
| 2 додаткові     | 匹 区     |
| 6 додаткових    | 匼        |
| 7 додаткових    | 匽        |
| 9 додаткових    | 匾 匿 區  |